# Kazimierz Lipień
Kazimierz Lipień (n. 6 februarie 1949, Jaczków⁠(d), Wałbrzych County⁠(d), Voievodatul Silezia Inferioară, Polonia – d. 12 noiembrie 2005, New York City, New York, SUA) a fost un luptător polonez, medaliat olimpic. A participat la 3 ediții ale Jocurilor Olimpice (1972, 1976, 1980) în care a câștigat o medalie de aur și o medalie de bronz.